# Adisiella circularis
Adisiella circularis är en mångfotingart som beskrevs av Sergei I. Golovatch 1999. Adisiella circularis ingår i släktet Adisiella och familjen fingerdubbelfotingar. Inga underarter finns listade i Catalogue of Life.